# Rashad Evans
Rashad Anton Evans (25 de septiembre de 1979) es un artista marcial mixto estadounidense retirado. Compitió en la categoría de peso semipesado en Ultimate Fighting Championship, donde fue ganador del reality The Ultimate Fighter 2 y campeón de peso semipesado.

## Carrera en el wrestling
Luchó en la Escuela de Secundaria de Niagra Wheatfield. Evans llegó dos veces a la final del torneo estatal de Nueva York al ganar en su categoría de peso. En 1997 se colocó cuarto en el estado en las 145 libras. En 1998 se volvió a colocar cuarto en las 171 libras. En 1999 ingresó en la National Junior College Athletic Association National Championships en la clase de 165 libras de peso en la que terminó en cuarto lugar. Volvió a competir una vez más en este torneo en el 2000, fue el campeón de la clase 165 libras de peso.
De ahí pasó a la NCAA División 1 wrestling, Evans compitió en Michigan State, en la Big Ten Conference. En el año 2002 terminó en cuarto lugar en el campeonato de la conferencia, que perdió por decisión ante su compatriota y futuro competidor de la UFC Jacob Volkmann en la pelea por el tercer lugar. Además de Volkmann, ese año también compitieron los futuros peleadores de UFC Gerald Harris y Josh Koscheck. En 2003, Evans compitió otra vez en la clase de 174 libras de peso, quedando en tercer lugar en la Big Ten Conference. Terminó su carrera en el estado de Míchigan con un récord de 48 victorias y 34 pérdidas.

## Carrera en artes marciales mixtas

### Inicios de su carrera
En 2004, bajo la tutela del veterano peleador Dan Severn, Evans compitió en cinco peleas profesionales de artes marciales mixtas, ganando las cinco. Esto llevó a su selección como uno de los nueve pesos pesados para competir en The Ultimate Fighter 2, un reality de televisión. La temporada comenzó a emitirse el 22 de agosto de 2005, que culminó con una final en directo entre los dos últimos competidores de cada categoría de peso que se celebró en Las Vegas, Nevada el 5 de noviembre de 2005. Evans es cinturón negro en Jiu-Jitsu Brasileño y Gaidojustu. También estudió karate cuando era niño.

### The Ultimate Fighter 2
Con una altura de 70,5 pulgadas (1.80 m) y 225 libras (102 kg), Evans era el más bajito y el segundo más ligero de los nueve competidores de peso pesado. Él era considerado el favorito en cada una de sus peleas. Durante su permanencia en el programa, Evans fue criticado por discutir con su entrenador Matt Hughes por su exhibicionismo en las peleas, pero los dos resolvieron sus diferencias. En la final, Evans derrotó a Brad Imes (con una altura de 2,01 m) por decisión dividida, ganando así un contrato de tres años y seis cifras con la UFC además de llevarse un coche nuevo. Después de The Ultimate Fighter 2, Evans se unió al gimnasio de Greg Jackson Sumisión Fighting junto con su compañero de reality Keith Jardine, que con el tiempo se convertiría en su compañero de entrenamiento y en un buen amigo para Rashad.

### Ultimate Fighting Championship
Evans bajó a peso semipesado después del reality ya que tendría una mejor oportunidad de éxito en una categoría de peso inferior. Su primera pelea en virtud del contrato tuvo lugar el 6 de abril de 2006 contra Sam Hoger, que había sido semifinalista en The Ultimate Fighter 1. Evans derrotó por decisión dividida a Hoger a pesar de que casi pierde al ser víctima de una llave kimura al final de la segunda ronda.
Evans siguió con otra victoria por decisión mayoritaria sobre el finalista de The Ultimate Fighter 1 Stephan Bonnar el 28 de junio de 2006. Evans mantuvo el control durante todo el combate con varios derribos, incluyendo un número de slams con el que aseguró la victoria.
Tres meses después, Evans se enfrentaría a Jason Lambert en UFC 63. Lambert tenía una racha ganadora de ocho peleas. Fue vista como la primera prueba real de Evans en las 205 libras. Evans controló la pelea desde el principio, y llevó a Lambert con golpes al suelo en la segunda ronda. Fue su primera victoria por KO en más de dos años.
Evans encabezó el próximo UFC Fight Night: Evans vs. Salmon contra recién llegado a UFC Sean Salmon, un luchador condecorado que tenía un récord 9-1 como profesional. Aunque Salmon había ganado la primera ronda al anotar dos derribos, Evans volvió con una patada en la cabeza a principios de la segunda ronda que dejó KO a Salmon. Salmon permaneció inmóvil durante varios minutos después de la pelea y finalmente se lo llevaron en camilla a un hospital local. La patada llegó a la sorpresa de muchos fanes que habían considerado previamente a Evans un luchador unidimensional.
En UFC 73, Evans se enfrentaría contra el excampeón de peso semipesado de UFC Tito Ortiz. La pelea quedó en empate ya que los tres jueces anotaron la pelea 28-28. Ortiz había ganado dos de las tres rondas, pero Ortiz se agarró a la jaula para evitar un derribo de Evans. Inmediatamente después de la pelea, Ortiz pidió una revancha. En una conferencia de prensa posterior a UFC 73, el presidente de UFC Dana White prometió una revancha, que por diversas razones, debido a la programación, no se produjo hasta 4 años más tarde en el UFC 133. No se pudo obtener una revancha con el tiempo debido a problemas de programación con Ortiz.
Evans hizo su debut como cabeza de cartel en un evento de pay-per-view en el UFC 78, contra el invicto ganador de The Ultimate Fighter 3 Michael Bisping. Después de tres rondas, Evans ocupó el primer lugar en dos de las tarjetas de los jueces, ganando por decisión dividida. Esta pelea marcó la primera derrota de Bisping y su última pelea en la división de peso semipesado. Después de su victoria sobre Bisping, Evans cambió drásticamente su estilo de lucha, que él mantuvo en secreto hasta su lucha contra la leyenda del UFC Chuck Liddell.
Evans sorprendió al mundo al noquear al excampeón de peso semipesado Chuck Liddell de forma brutal en el UFC 88. Liddell lanzó un uppercut que Evans respondió con un volado de derecha a su cabeza. Liddell se mantuvo inconsciente durante varios minutos pero finalmente salió de la jaula por sus propios medios. El golpe de gracia fue galardonado nocaut del año por Sherdog en 2008. Evans había sido previamente programado para enfrentarse a Liddell en UFC 85 como un sustituto por el lesionado Mauricio Rua, pero se retiró del evento debido a un tendón de la corva lesionado.
Evans estuvo planeado pelar con James Irvin. Cuando Irvin se retiró después de romperse el pie, la lucha fue retirada del evento. Después de la pelea, el presidente de UFC Dana White confirmó en la rueda de prensa posterior al evento que la próxima pelea de Evans tendría una oportunidad por el título contra el recién coronado campeón de peso semipesado Forrest Griffin en UFC 92.

### Campeón de Peso Semipesado de UFC
El 27 de diciembre de 2008 en UFC 92, Evans se enfrentaría el campeón Forrest Griffin. Griffin controlaba la mayor parte de las dos primeras rondas con efectivos puñetazos y patadas sorprendentes y bajas. En la tercera ronda, sin embargo, Evans atrapó una patada baja y respondió con una dura derecha que derribó a Griffin. Evans siguió a Griffin hasta el suelo y, finalmente, logró terminar con el campeón aturdido por los golpes. Con la victoria, Evans se convirtió en el nuevo campeón de peso semipesado de UFC. Se coronó en el año en el que Evans ganó el ser mejor competidor del año por Sherdog.com.

### Pérdida del título
La primera defensa del título de Evans sería contra Lyoto Machida. Machida ganó la pelea por KO. Durante una ráfaga de golpes de Machida sobre Evans, Evans comenzó a hablar basura Machida diciendo que sus manos estaban hechas de almohadas. Esta fue la primera derrota de su carrera y la victoria número 15 en la carrera de Lyoto Machida. Después, Evans pasaría a ser entrenador en The Ultimate Fighter: Heavyweights contra Quinton Jackson. Evans estaba programado para pelear contra Jackson el 12 de diciembre de 2009, en el UFC 107, pero este fue cancelado debido al reparto de Jackson en la película El Equipo A. El 22 de septiembre de 2009, Jackson escribió en su sitio web que está "terminando su carrera" por hechos ocurridos entre Jackson y Dana White, presidente de UFC. Thiago Silva fue nombrado como el próximo rival de Evans en UFC 108.

### Vuelta a la obtención del título
Evans luchó contra Thiago Silva en el evento principal de UFC 108 el 2 de enero de 2010. Dana White dijo que si Evans derrotaba a Silva en UFC 108 se enfrentaría a Quinton Jackson. Durante la transmisión en Spike TV de la cartelera preliminar de UFC 108, Evans confirmó que recibió el cinturón negro en Brazilian Jiu Jitsu por Rolles Gracie. Evans derrotaría a Thiago Silva (otro cinturón negro en BJJ) por decisión unánime. Evans se desviaba de su posición habitual y mostró sus habilidades de forcejeo con numerosos derribos sobre Silva, frustrado durante toda la pelea. En la tercera ronda, Silva, tras burlarse del estilo de lucha de su oponente con insultos varios, conectaba con un gancho de derecha a la mandíbula de Evans pero Silva no llegó a acabar con él. Evans ganaba su pelea por decisión unánime. Evans se espera se enfrentaría finalmente a Quinton Jackson en UFC 113, pero la pelea se llevó a cabo el 29 de mayo de 2010 a UFC 114.
Evans ganó a Quinton Jackson por decisión unánime (30-27, 30-27, 29-28). Posteriormente el presidente de UFC Dana White confirmó oficialmente que Evans se enfrentaría a Mauricio Rua por el título de peso semipesado de UFC, pero no fue hasta mediados de la primavera o principios del verano de 2011 cuando Rua se recuperó de una cirugía de rodilla. La lucha entonces estaba reservada para el evento principal de UFC 128, cuando el UFC volvió a Newark, Nueva Jersey.
Tras la victoria de Jon Jones sobre Ryan Bader en UFC 126, se anunció que Evans se lesionó la rodilla durante el entrenamiento. Se le dijo a Jones en su entrevista posterior a la pelea que el UFC le quería para reemplazar a Evans en su lucha contra Mauricio Rua por el campeonato de peso semipesado del UFC. Jones aceptó y la lucha fue fijada para el UFC 128. Se esperaba entonces que si Jones ganaba, se enfrentaría a Evans en su primera defensa del título.
Durante UFC 128 después de la pelea, su entrevista con Ariel Helwani, Evans dijo que hizo su entrenamiento en Jackson's MMA para su pelea con Jon Jones. Él entonces comenzó la formación en atletismo imperiales en Boca Raton, Florida, en un nuevo campo cofundado por Evans y por varios combatientes brasileños que habían salido de forma concomitante del American Top Team, debido a una disputa por los servicios de gestión, los cuales se unieron más tarde por algunos luchadores afroamericanos, y como resultado de ello los miembros del gimnasio llegó a ser conocido coloquialmente como el "Blackzilians". Evans le dio una mayor información a MMA Weekly sobre su salida del gimnasio Jackson: "Cuando se llega a un cierto punto, usted realmente necesita una gran cantidad de tiempo (con los entrenadores) ... asegúrate de que tienes el uno-a-uno, y usted sólo necesita cosas diferentes "
Jones vs. Evans se esperaba que tuviera lugar el 6 de agosto de 2011 en UFC 133, pero Jones fue baja por una lesión en la mano. Evans se esperaba enfrentar a Phil Davis en el evento en lugar de Jones. Una pelea por el título entre José Aldo y Chad Mendes se retrasó, por lo que el UFC promovió Evans vs Davis como el evento principal. Sin embargo, con menos de cuatro semanas hasta el evento, Davis se retiró de la pelea alegando una lesión en la rodilla. Una revancha con Tito Ortiz estaba programada para encabezar el evento. Evans derrotó a Ortiz en el UFC 133 por nocaut técnico en el segundo asalto. La victoria aseguró a Evans una oportunidad por el título contra Jones.
Evans y Jones fueron rumoreados para enfrentarse finalmente el 10 de diciembre de 2011 en UFC 140. Sin embargo, una persistente lesión en el pulgar de Evans le hizo perder otra oportunidad por el título, y fue reemplazado por Lyoto Machida para luchar contra Jon Jones por el título en UFC 140. Jones retuvo el título de peso semipesado, derrotando a Machida, dejando abierta la posibilidad de una futura pelea entre Evans y Jones por el título.
Evans se enfrentó a Phil Davis el 28 de enero de 2012 a UFC on Fox 2. Evans ganó la pelea por decisión unánime.
En su segunda oportunidad por el título, Evans, por fin, se enfrentaba al campeón de peso semipesado Jon Jones el 21 de abril de 2012 en UFC 145. Evans perdió ante Jones por decisión unánime.
El 2 de febrero de 2013, Evans se enfrentó a Antônio Rogério Nogueira en UFC 156. Evans perdió la pelea por decisión unánime.
El 15 de junio de 2013 en UFC 161, Evans derrotó a Dan Henderson por decisión dividida.
Evans se enfrentó a Chael Sonnen el 16 de noviembre de 2013 en UFC 167. Evans ganó la pelea por nocaut técnico en la primera ronda.
Se esperaba que Evans enfrentara a Daniel Cormier en UFC 170 el 22 de febrero de 2014. Sin embargo, una lesión en la pierna le tiró de la tarjeta solo 10 días antes del evento. Originalmente se espera que esté fuera por un mes, Evans está ahora marginado indefinidamente. 
Evans fue ligado a una pelea potencial con Alexander Gustafsson el 24 de enero de 2015 en UFC on Fox 14. Sin embargo, Evans anunció que no estaba listo para aceptar una pelea durante ese período de tiempo, ya que todavía estaba rehabilitando una lesión persistente en la rodilla. 
Se esperaba que Evans se enfrentara con Glover Teixeira el 22 de febrero de 2015 en UFC Fight Night 61. Sin embargo, el 7 de enero, Teixeira se retiró de la pelea citando una lesión lenta para curar la rodilla que había sufrido en su última pelea. A su vez, Evans fue eliminado del evento por completo. Una pelea de peso pesado entre Antônio Silva y Frank Mir, previamente programada para el UFC 184, tuvo lugar una semana antes y encabezó el evento. 
Evans anunció a mediados de febrero de 2015 que estaría de baja otros seis-siete meses después de someterse a otra cirugía de rodilla y esperaba regresar a finales de 2015.
Evans se enfrentó a Ryan Bader el 3 de octubre de 2015 en UFC 192. Perdió la lucha por decisión unánime. 
Un largo combate discutido contra Maurício Rua fue reprogramado y se esperaba que tuviera lugar el 16 de abril de 2016 en UFC on Fox 19. Sin embargo, Rua fue retirado de la pelea el 9 de marzo a favor de un enfrentamiento con Corey Anderson un par de semanas más tarde en el UFC 198. A su vez, Evans enfrentó al exretador al título Glover Teixeira. Evans perdió la pelea por nocaut en la primera ronda. 
Se esperaba que Evans enfrentara a Tim Kennedy en una pelea de peso mediano el 12 de noviembre de 2016 en el UFC 205. Sin embargo, el 8 de noviembre, Evans fue retirado de la lucha después de una irregularidad no revelada que se encontró durante su examen médico antes de la pelea. Posteriormente, Kennedy fue eliminado de la tarjeta también. La pelea se esperaba que tenga lugar un mes después en UFC 206. Después de pocos días se confirmó que tampoco podía luchar en el UFC 206 y ambos peleadores fueron retirados de la cartelera.
Evans se enfrentó a Dan Kelly el 4 de marzo de 2017 en UFC 209. Perdió la pelea por decisión dividida.
Evans se enfrentó a Sam Alvey el 5 de agosto de 2017 en UFC Fight Night 114. Perdió la pelea por decisión dividida.

### Última pelea y retiro
Evans se enfrentó a Anthony Smith en una pelea de peso semipesado el 9 de junio de 2018 en el UFC 225, Resultando derrotado por un rodillazo a la cabeza en la primera ronda.
El 25 de junio de 2018, Evans anunció su retiro de las MMA.

## Vida personal
Evans y su exesposa tienen un hijo Rashad Jr, y una hija Nia. Él también tiene una hija, Tahja, de una relación anterior.
Lance Evans (hermano de Rashad) hizo una breve aparición en el reality The Ultimate Fighter: Team Nogueira vs. Team Mir, pero fue eliminado por Vinny Magalhaes.
Evans suele ser frecuentemente comentarista en el programa de ESPN MMA Live.

## Campeonatos y logros
- Ultimate Fighting Championship
  - Campeón de Peso Semipesado de UFC (Una vez)
  - Ganador del The Ultimate Fighter 2 de Peso Semipesado
  - Pelea de la Noche (Dos veces)
  - KO de la Noche (Dos veces)

- Gladiator Challenge
  - Ganador del torneo de Peso Semipesado

- Sherdog
  - Peleador del Año (2008)[9]
  - KO del Año 2008 contra Chuck Liddell[10]

- FIGHT! Magazine
  - KO del Año 2008 contra Chuck Liddell[11]

## Récord en artes marciales mixtas
| Resultado | Récord | Oponente                 | Método                             | Evento                             | Fecha                    | Ronda | Tiempo | Localización             | Notas                                                            |
| --------- | ------ | ------------------------ | ---------------------------------- | ---------------------------------- | ------------------------ | ----- | ------ | ------------------------ | ---------------------------------------------------------------- |
| Derrota   | 19–8–1 | Anthony Smith            | KO (rodillazo)                     | UFC 225                            | 9 de junio de 2018       | 1     | 0:53   | Chicago, Illinois        | Regreso en el peso semipesado.                                   |
| Derrota   | 19–7–1 | Sam Alvey                | Decisión (dividida)                | UFC Fight Night: Pettis vs. Moreno | 5 de agosto de 2017      | 3     | 5:00   | Ciudad de México, México |                                                                  |
| Derrota   | 19–6–1 | Dan Kelly                | Decisión (dividida)                | UFC 209                            | 4 de marzo de 2017       | 3     | 5:00   | Paradise, Nevada         | Debut en el peso medio.                                          |
| Derrota   | 19–5–1 | Glover Teixeira          | KO (golpes)                        | UFC on Fox: Teixeira vs. Evans     | 16 de abril de 2016      | 1     | 1:48   | Tampa, Florida           |                                                                  |
| Derrota   | 19–4–1 | Ryan Bader               | Decisión (unánime)                 | UFC 192                            | 3 de octubre de 2015     | 3     | 5:00   | Houston, Texas           |                                                                  |
| Victoria  | 19–3–1 | Chael Sonnen             | TKO (golpes)                       | UFC 167                            | 16 de noviembre de 2013  | 1     | 4:05   | Las Vegas, Nevada        |                                                                  |
| Victoria  | 18–3–1 | Dan Henderson            | Decisión (dividida)                | UFC 161                            | 15 de junio de 2013      | 3     | 5:00   | Winnipeg                 |                                                                  |
| Derrota   | 17–3–1 | Antônio Rogério Nogueira | Decisión (unánime)                 | UFC 156                            | 2 de febrero de 2013     | 3     | 5:00   | Las Vegas, Nevada        |                                                                  |
| Derrota   | 17–2–1 | Jon Jones                | Decisión (unánime)                 | UFC 145                            | 21 de abril de 2012      | 5     | 5:00   | Atlanta, Georgia         | Por el Campeonato de Peso Semipesado de UFC.                     |
| Victoria  | 17–1–1 | Phil Davis               | Decisión (unánime)                 | UFC on Fox: Evans vs. Davis        | 28 de enero de 2012      | 5     | 5:00   | Chicago, Illinois        | Eliminatoria por el título.                                      |
| Victoria  | 16–1–1 | Tito Ortiz               | TKO (rodillazo al cuerpo y golpes) | UFC 133                            | 6 de agosto de 2011      | 2     | 4:48   | Filadelfia, Pensilvania  | Pelea de la Noche.                                               |
| Victoria  | 15–1–1 | Quinton Jackson          | Decisión (unánime)                 | UFC 114                            | 29 de mayo de 2010       | 3     | 5:00   | Las Vegas, Nevada        |                                                                  |
| Victoria  | 14–1–1 | Thiago Silva             | Decisión (unánime)                 | UFC 108                            | 2 de enero de 2010       | 3     | 5:00   | Las Vegas, Nevada        |                                                                  |
| Derrota   | 13–1–1 | Lyoto Machida            | KO (golpes)                        | UFC 98                             | 23 de mayo de 2009       | 2     | 3:57   | Las Vegas, Nevada        | Perdió el Campeonato de Peso Semipesado de UFC.                  |
| Victoria  | 13–0–1 | Forrest Griffin          | TKO (golpes)                       | UFC 92                             | 27 de diciembre de 2008  | 3     | 2:46   | Las Vegas, Nevada        | Ganó el Campeonato de Peso Semipesado de UFC; Pelea de la Noche. |
| Victoria  | 12–0–1 | Chuck Liddell            | KO (golpe)                         | UFC 88                             | 6 de septiembre de 2008  | 2     | 1:51   | Atlanta, Georgia         | KO de la Noche; KO del Año (2008).                               |
| Victoria  | 11–0–1 | Michael Bisping          | Decisión (dividida)                | UFC 78                             | 17 de noviembre de 2007  | 3     | 5:00   | Newark, Nueva Jersey     |                                                                  |
| Empate    | 10–0–1 | Tito Ortiz               | Empate (unánime)                   | UFC 73                             | 7 de julio de 2007       | 3     | 5:00   | Sacramento, California   | Tito Ortiz fue sancionado con un punto por agarrar la jaula.     |
| Victoria  | 10–0   | Sean Salmon              | KO (patada a la cabeza)            | UFC Fight Night: Evans vs. Salmon  | 25 de enero de 2007      | 2     | 1:06   | Hollywood, Florida       | KO de la Noche.                                                  |
| Victoria  | 9–0    | Jason Lambert            | KO (golpes)                        | UFC 63                             | 23 de septiembre de 2006 | 2     | 2:22   | Anaheim, California      |                                                                  |
| Victoria  | 8–0    | Stephan Bonnar           | Decisión (mayoritaria)             | UFC Ultimate Fight Night 5         | 28 de junio de 2006      | 3     | 5:00   | Las Vegas, Nevada        |                                                                  |
| Victoria  | 7–0    | Sam Hoger                | Decisión (dividida)                | UFC Ultimate Fight Night 4         | 6 de abril de 2006       | 3     | 5:00   | Las Vegas, Nevada        | Retorno al Peso Semipesado.                                      |
| Victoria  | 6–0    | Brad Imes                | Decisión (dividida)                | The Ultimate Fighter 2 Finale      | 5 de noviembre de 2005   | 3     | 5:00   | Las Vegas, Nevada        | Ganó el The Ultimate Fighter 2.                                  |
| Victoria  | 5–0    | Jaime Jara               | Decisión (unánime)                 | GC 27: FightFest 2                 | 3 de junio de 2004       | 3     | 5:00   | Colusa, California       | Ganó el torneo de peso pesado de Gladiator Challenge.            |
| Victoria  | 4–0    | Héctor Ramírez           | Decisión (unánime)                 | GC 27: FightFest 2                 | 3 de junio de 2004       | 2     | 5:00   | Colusa, California       |                                                                  |
| Victoria  | 3–0    | Bryan Pardoe             | TKO (golpes)                       | GC 26: FightFest 1                 | 2 de junio de 2004       | 1     | 3:24   | Colusa, California       |                                                                  |
| Victoria  | 2–0    | Danny Anderson           | Sumisión (golpes)                  | Dangerzone: Cage Fighting          | 10 de abril de 2004      | 1     | 3:09   | Osceola, Iowa            |                                                                  |
| Victoria  | 1–0    | Dennis Reed              | Sumisión (anaconda choke)          | Dangerzone: Cage Fighting          | 10 de abril de 2004      | 1     | 0:50   | Osceola, Iowa            |                                                                  |